# نيل إينز
نيل إينز (بالإنجليزية: Neil Innes)‏ هو مغني وملحن وكاتب أغاني وعازف بيانو وممثل بريطاني، ولد في 9 ديسمبر 1944 في دانبري ‏ في المملكة المتحدة.

## أعمال

### أفلام
- (1975) مونتي بايثون والكأس المقدسة

## وصلات خارجية
- الموقع الرسمي
- نيل إينز على موقع IMDb (الإنجليزية)
- نيل إينز على موقع ألو سيني (الفرنسية)
- نيل إينز على موقع ميوزك برينز (الإنجليزية)
- نيل إينز على موقع قاعدة بيانات الأفلام السويدية (السويدية)
- نيل إينز على موقع إن إن دي بي (الإنجليزية)
- نيل إينز على موقع أول ميوزيك (الإنجليزية)
- نيل إينز على موقع ديسكوغز (الإنجليزية)
- نيل إينز على موقع قاعدة بيانات الفيلم (الإنجليزية)